# دنیای جدید (فیلم ۱۹۴۱)
دنیای جدید (به هندی: Naya Sansar) و (به انگلیسی: New World) فیلمی هندی محصول سال ۱۹۴۱ و به کارگردانی ان. آر آچاریا است. در این فیلم بازیگرانی همچون بیگم خورشید میرزا و آشوک کومار ایفای نقش کرده‌اند.